# Коновал, Сергей Сергеевич
Серге́й Серге́евич Конова́л (укр. Сергій Сергійович Коновал, позывной — Норд; 29 мая 1992, Тернополь — 6 апреля 2024, Часов Яр) — украинский военнослужащий, лейтенант, участник российско-украинской войны. Герой Украины (23 августа 2024, посмертно).

## Биография
Сергей начал службу в марте 2014 года как парамедик медбатальона «Госпитальеры» Добровольческого украинского корпуса «Правый сектор». Позже стал командиром 6-й резервной сотни. Участвовал в боях за Станицу Луганскую, Пески, Марьинку. В 2024 году командовал ротой в боях за Киевщину, Харьковщину, Донецк и Бахмут. Затем служил на Лиманском направлении.
В гражданской жизни Сергей был оператором и сопродюсером фильмов «Шлях поколінь», «Дорога в Карпати», «Трохи нижче неба». Снимал клип о Тернополе для местной группы «Кожен з нас». Был членом пластового куреня «Орден хрестоносців», участником Революции достоинства и одним из основателей проекта «Дім ветерана» в Тернополе. Работал в Тернопольском областном молодёжном методическом центре, занимался воспитанием молодёжи.
6 апреля 2024 года Сергей погиб при выполнении боевого задания в районе Часова Яра. 9 апреля прошла церемония прощания на Майдане Незалежности в Киеве, 10 апреля его похоронили на Алее Героев Микулинецкого кладбища в Тернополе.

## Награды
- Звание «Герой Украины» с удостоением ордена «Золотая Звезда» (23 августа 2024, посмертно) — за личное мужество и героизм, проявленные в защите государственного суверенитета и территориальной целостности Украины, верность военной присяге[6].
- Орден «За мужество» III степени (14 марта 2023, посмертно) — за личное мужество и самоотверженные действия, проявленные в защите государственного суверенитета и территориальной целостности Украины, верность военной присяге[7].

## Память
- 24 февраля 2025 года на фасаде дома Тернопольского Пласта открыли мемориальные доски пяти павших Героям-пластунам Богдану Сенюку, Сергею Коновалу, Николаю Погорелому, Виктору Гурняку, Виталию Дереху[8].

- 6 апреля 2025 года в Тернополе состоялся День памяти Героя Украины Сергея Коновала[9]. В частности, на фасаде Дома Ветерана торжественно открыта мемориальная доска[10][11].